# Colonna d'acqua

Stratificazione della colonna d'acqua in mare aperto.

Una colonna d'acqua è una colonna concettuale di acqua che parte dalla superficie del mare, di un lago o di un fiume e scende fino ai sedimenti di fondo.
Il concetto di colonna d'acqua è usato in molti campi dell'idrologia e nelle scienze ambientali per valutare la stratificazione o il mescolamento per effetto termico o chimico degli strati d'acqua di fiumi, laghi o oceani.
I più comuni parametri analizzati nella colonna d'acqua sono:
- pH,
- torbidità
- temperatura
- salinità
- residuo fisso

Viene inoltre controllata la presenza di eventuali pesticidi, di microrganismi patogeni, di sostanze chimiche e la composizione del biota.
Il concetto di colonna d'acqua rende anche conto di alcuni fenomeni collegati a un incompleto mescolamento verticale dei parametri chimici, fisici e biologici. Ad esempio nello studio del metabolismo degli organismi bentonici, la concentrazione delle sostanze chimiche  presenti nello strato di fondo della colonna d'acqua è decisamente più importante della composizione media delle sostanze lungo l'intera colonna.
Anche la pressione idrostatica può essere analizzata in funzione dell'altezza della colonna d'acqua che dà luogo alla pressione ad una determinata profondità. Il concetto di colonna d'acqua è utilizzato nel campo delle immersioni subacquee per descrivere l'area in cui si muovono i sommozzatori.